# NGC 4752
NGC 4752 este o galaxie spirală situată în constelația Părul Berenicei. A fost descoperită în 12 aprilie 1784 de către William Herschel. Se află la o distanță de 162,4 de megaparseci de Pământ.